# Frente del Don
El Frente del Don fue un frente (término militar), del Ejército Rojo de la Unión Soviética durante la Segunda Guerra Mundial. Su nombre se debe al río Don, el cual se encuentra en Rusia.
Fue reconstruido a partir del primer Frente de Stalingrado el 30 de septiembre de 1942. Este frente luchó en la batalla de Stalingrado. El 15 de febrero de 1943 fue reconstruido dentro del Frente Central. Su comandante fue Konstantin Rokossovski.

## Composición
- Primer Ejército de la Guardia (30 de septiembre - 12 de octubre de 1942)
- 21.º Ejército (30 de septiembre - 28 de octubre de 1942 y 29 de noviembre de 1942 - 3 de febrero de 1943)
- 24.º Ejército (30 de septiembre de 1942 - 1 de febrero de 1943)
- 63.º Ejército (30 de septiembre - 29 de octubre de 1942)
- 66.º Ejército (30 de septiembre de 1942 - 6 de febrero de 1943)
- 4.º Ejército de Tanques (hasta el 22 de octubre de 1942. A partir de entonces se denominó 65.º Ejército)
- 65.º Ejército, reconstruido a partir del 4.º Ejército de Tanques (22 de octubre de 1942 - 15 de febrero de 1943)
- 16.º Ejército del Aire (30 de septiembre de 1942 - 15 de febrero de 1943)
- 57.º Ejército (1 de enero - 1 de febrero de 1943)
- 62.º Ejército (1 de enero - 6 de febrero de 1943)
- 64.º Ejército (1 de enero - 6 de febrero de 1943)

- Datos: Q1241225